# Alfred Wertheimer
Alfred Wertheimer (* 16. November 1929 in Coburg; † 19. Oktober 2014 in Brooklyn, USA) war ein amerikanischer Fotograf deutscher Herkunft.

## Leben
Alfred Wertheimer war Sohn von Julius und Käthe Wertheimer (geborene Meinstein). Er hatte einen drei Jahre älteren Bruder Heinz. Der Vater besaß eine Metzgerei im Coburger Steinweg 53. 1936 emigrierte die Familie in die USA nach New York City in den Stadtteil Brooklyn. Ein Onkel von Käthe Wertheimer ermöglichte die Flucht durch finanzielle Unterstützung und Garantien.
Wertheimer besuchte die Haaren High School. Die erste Fotokamera schenkte ihm sein Bruder. Er interessierte sich für Architektur und Design und studierte am College Cooper Union, wo er 1951 seinen Abschluss machte. 1956 wurde er beauftragt den noch unbekannten Elvis-Presley zu porträtieren. Diese Fotografien machten ihn bekannt. Wertheimer fotografierte unter anderem Eleanor Roosevelt, Nina Simone, Paul Anka, John und Jacky Kennedy, Richard und Pat Nixon und andere Politiker und Stars. Als Kameramann nahm er 1969 am Woodstock-Festival teil.

## Ehrungen

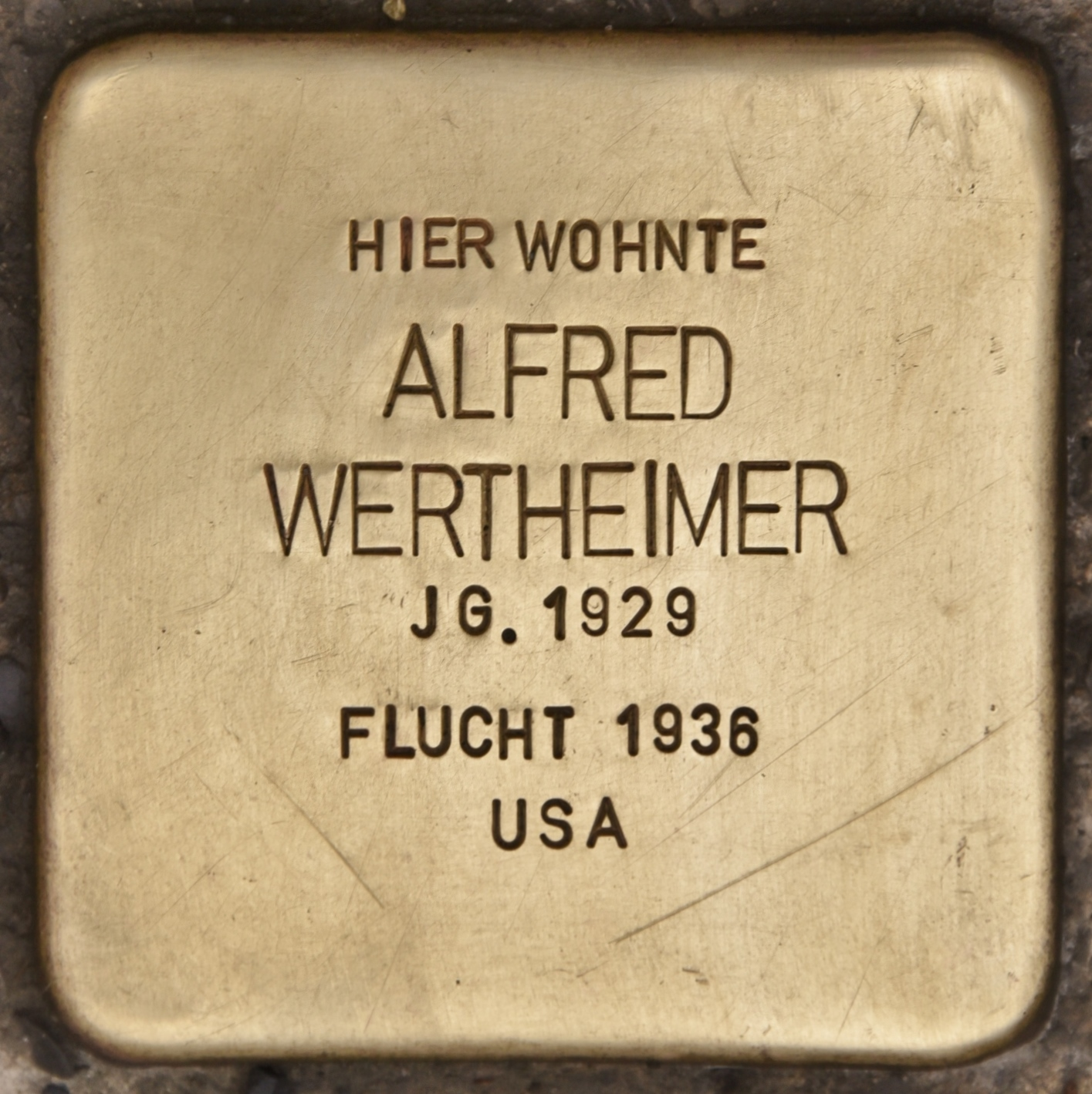
Stolperstein in Coburg

In Coburg wurden am 9. März 2020 Stolpersteine für ihn und weitere Familienmitglieder verlegt.